# アノリン・ルル
アノリン・ルル（Anolyn Lulu 1979年- ）は、バヌアツの卓球選手。
2007年にサモアのアピアで開催されたパシフィックゲームズでプリシラ・トミーとのダブルスで銀メダルを獲得、混合ダブルスにも出場し銅メダルを獲得した。
2012年のロンドンオリンピックにバヌアツ代表として出場した。オセアニアから女子卓球に出場したのは、彼女の他にはオーストラリア人2名のみであった。開会式ではバヌアツ代表の旗手を務めた。
2015年3月にサイクロン・パムがバヌアツを襲った後、BBCのインタビューに応じ、木々がなぎ倒され、多くの人々が家を失い、食料や飲料水、インフラストラクチャーを失ったことを語った。また練習をしていた施設も破壊され、2016年リオデジャネイロオリンピックへ出場するモチベーションを失ったと語った。